# Православные церкви Рязани

## Монастыри
| Изображение | Название                                    | Основатель                          | Дата основания | Расположение                                 | Состояние          |
| ----------- | ------------------------------------------- | ----------------------------------- | -------------- | -------------------------------------------- | ------------------ |
|             | Свято-Троицкий мужской монастырь            | Сергий Радонежский, епископ Арсений | конец XIV века | Огородная, 23                                | действующий        |
|             | Спасо-Преображенский мужской монастырь      |                                     | XIII—XIV века  | Кремль, 1                                    | действующий        |
|             | Казанский женский монастырь                 |                                     | XVI век        | Фурманова, 56                                | действующий        |
|             | Солотчинский Рождества Богородицы монастырь | князь Олег Иванович                 | 1390 год       | поселок Солотча                              | действующий        |
|             | Симеоновский мужской монастырь              |                                     | 1684           | Старогоршечная (пл. 26 Бакинских комиссаров) | полностью разрушен |

## Отдельные здания
| Изображение | Название | Архитектор                      | Год постройки  | Расположение                  | Состояние                                                                                |
| ----------- | --- | ------------------------------- | -------------- | ----------------------------- | ---------------------------------------------------------------------------------------- |
|             | Собор Рождества Христова                                                                                              | X                               | XVI—XIX века   | Рязанский Кремль              | действующий                                                                              |
|             | Успенский собор | Яков Бухвостов                  | 1693—1699 года | Рязанский Кремль              | действующий                                                                              |
|             | Преображенский собор                                                                                                  |                                 |                | Рязанский Кремль              | действующий                                                                              |
|             | Богоявленская церковь                                                                                                 | Х                               | Х              | Рязанский Кремль              | действующая                                                                              |
|             | Церковь Святого Духа                                                                                                  | Х                               | 1642 год       | Рязанский Кремль              | научная библиотека Рязанского государственного историко-архитектурного музея-заповедника |
|             | Архангельский собор                                                                                                   | Х                               | XV—XVI века    | Рязанский Кремль              | действующая                                                                              |
|             | Церковь Святого Александра Невского                                                                                   | X                               | X              | ул. Новоселов, 33В            | действующая                                                                              |
|             | Церковь Всех Святых                                                                                                   | X                               | X              | ул. Новоселов, 33В            | действующая                                                                              |
|             | Церковь Благовещения                                                                                                  | X                               | 1673 год       | ул. Затинная, 58              | действующая                                                                              |
|             | Церковь Святых Бориса и Глеба                                                                                         | X                               | X              | ул. Сенная, 16                | действующая                                                                              |
|             | Церковь Вознесения | X                               | X              | ул. Вознесенская, 26А         | действующая                                                                              |
|             | Церковь Входа Господня в Иерусалим                                                                                    | X                               | 1679—1684 года | ул. Скоморошенская, 6         | действующая                                                                              |
| X           | Церковь Святой Екатерины                                                                                              | X                               | X              | ул. Маяковского               | действующая                                                                              |
|             | Церковь Ильи Пророка                                                                                                  | X                               | X              | X                             | действующая                                                                              |
| X           | Церковь Казанской иконы Богоматери                                                                                    | X                               | X              | ул. Голенченская, 51          | действующая                                                                              |
| X           | Церковь Воздвижения Креста                                                                                            | X                               | X              | Дашково-Песочня               | строится                                                                                 |
| X           | Церковь Воздвижения Креста                                                                                            | X                               | X              | пос. Строитель, ул. Качевская | действующая                                                                              |
|             | Церковь Царских Мучеников                                                                                             | X                               | X              | Московское шоссе              | действующая                                                                              |
| X           | Церковь Святого Николая                                                                                               | X                               | X              | ул. Чкалова, 33А              | действующая                                                                              |
|             | Церковь Святого Николая в Ямской слободе                                                                              | X                               | 1788 год       | ул. Циолковского, 8           | действующая                                                                              |
|             | Церковь Спаса-на-Яру                                                                                                  | X                               | 1695 год       | ул. Петрова, 14               | действующая                                                                              |
| X           | Церковь Святого Лазаря                                                                                                | X                               | X              | ул. Татарская, 8              | действующая                                                                              |
|             | Церковь Преображения                                                                                                  | X                               | 1814—1824 года | Канищево                      | действующая                                                                              |
|             | Церковь Покрова | X                               | 1808—1809 года | Мервино                       | действующая                                                                              |
| X           | Церковь Рождества Богородицы                                                                                          | X                               | X              | Дягилево, ул. Шаповская, 70А  | действующая                                                                              |
|             | Церковь Сретения Господня                                                                                             | X                               | X              | ул. Крупской                  | действующая строится новое здание                                                        |
| X           | Церковь Скорбящей иконы Богоматери                                                                                    | X                               | X              | Скорбященский проезд, 1       | действующая                                                                              |
|             | Церковь Святого Иоанна Кронштадтского                                                                                 | Константин Евгеньевич Камышанов | 2013 год       | пл. 50-летия Октября, 2       | действующая                                                                              |
|             | Церковь Покрова Пресвятой Богородицы и Татианы Римской при Рязанском государственном университете имени С. А. Есенина | Константин Евгеньевич Камышанов | 2001—2002 года | ул. Свободы, 46               | действующая                                                                              |

## Домовые церкви
- церковь Воскресения (Рязанский военный автомобильный институт)
- церковь Святых Косьмы и Дамиана (Областная клиническая больница)
- церковь Иоанна Богослова (Рязанский кремль, семинария)
- церковь Святителя Василия Рязанского, Рязанская православная гимназия, Затинная, 21
- церковь целителя Пантелеимона, Мальшинская богадельня, ул. Новаторов